# Scatopsciara subgeophila
Scatopsciara subgeophila är en tvåvingeart som beskrevs av Werner Mohrig och Boris Mamaev 1990. Scatopsciara subgeophila ingår i släktet Scatopsciara och familjen sorgmyggor. Inga underarter finns listade i Catalogue of Life.